# Wendy Houvenaghel
Wendy Louise Houvenaghel (geboren als Wendy Louise McLean, Upperlands, 27 november 1974) is een Britse wielrenster. Ze vertegenwoordigde het Verenigd Koninkrijk tijdens verschillende Wereldkampioenschappen en de Olympische Zomerspelen van 2008.
Houvenaghel begon in 2002 met wielrennen. In 2003 werd ze geselecteerd voor het wereldkampioenschap tijdrijden in het Canadese Hamilton. Bij het wereldkampioenschap baanwielrennen van 2008 werd Houvenaghel wereldkampioen ploegenachtervolging. Ze wist deze prestatie te herhalen in 2009, 2010 en 2011. Tijdens de Olympische Spelen van 2008 in Peking won Houvenaghel de zilveren medaille op de achtervolging achter landgenote Rebecca Romero.

## Palmares

### Baanwielrennen
2006
- 1e Wereldbeker Sydney achtervolging
- 1e Wereldbeker Moskou achtervolging

2007
- 1e Wereldbeker Manchester achtervolging

2008
- Wereldkampioenschap ploegenachtervolging (met Joanna Rowsell en Rebecca Romero)
- Olympische Spelen achtervolging
- 1e Wereldbeker Manchester achtervolging

2009
- Wereldkampioenschap achtervolging
- Wereldkampioenschap ploegenachtervolging (met Elizabeth Armitstead en Joanna Rowsell)

2010
- Wereldkampioenschap achtervolging
- Wereldkampioenschap ploegenachtervolging (met Elizabeth Armitstead en Joanna Rowsell)
- Gemenebestspelen achtervolging
- Europees kampioenschap ploegenachtervolging (met Katie Colclough en Laura Trott)

2011
- 1e Wereldbeker Manchester ploegenachtervolging (met Joanna Rowsell en Sarah Storey)
- Wereldkampioenschap ploegenachtervolging (met Danielle King en Laura Trott)
- 1e Wereldbeker Cali ploegenachtervolging (met Sarah Bailey en Laura Trott)

### Wegwielrennen
2006
- Britskampioenschap tijdrijden

2007
- Britskampioenschap tijdrijden

2009
- Britskampioenschap tijdrijden
- Chrono Champenois - Trophée Européen

2010
- Britskampioenschap tijdrijden

2011
- Britskampioenschap tijdrijden

2012
- Celtic Chrono
- Chrono Champenois - Trophée Européen